# エリザベート (ヴェルマンドワ女伯)

1180年のフランス。ヴェルマンドワ伯領はフランス北東部に位置する。

エリザベート・ド・ヴェルマンドワ（フランス語：Élisabeth de Vermandois, 1143年 - 1183年3月28日）またはイザベル・マビーユ（Isabelle Mabille）は、ヴェルマンドワ女伯（在位：1168年 - 1183年）で、フランドル伯フィリップ・ダルザスの妃。ヴェルマンドワ伯ラウル1世とその2番目の妃ペトロニーユ・ダキテーヌの娘。

## 生涯

### 生い立ち
エリザベートは父ラウル1世の第2子であり長女として生まれ、父の最初の妃エレオノール・ド・シャンパーニュとの間に生まれた異母兄ユーグがいた。したがって、エリザベートは生まれたときには伯位継承権第2位であった。エリザベートが2歳のとき、実弟ラウル2世が生まれ、これによりエリザベートの継承順位は3位に後退した。約3年後、実妹エレオノールが生まれた。
エリザベートの母ペトロニーユは、初婚ではフランス王妃、再婚でイングランド王妃であったアリエノール・ダキテーヌの妹であり、このためエリザベートはイングランド王リチャード1世およびジョン王の従姉であった。
エリザベートの父ラウル1世は先妻エレオノールと離婚していたが、母ペトロニーユとの再婚は教皇インノケンティウス2世により教会法に反しているとみなされたが、後に教皇ケレスティヌス2世により結婚を承認され、エリザベートの相続権が認められた。しかし、ラウル1世は1151年にペトロニーユと離婚し、翌年フランドル伯ティエリーの娘ローレットと再婚した。

### 結婚
1152年10月14日、実父ラウル１世が亡くなり、異母兄ユーグがヴェルマンドワ伯ユーグ２世となり、エリザベートの継承順位は2番目に戻った。1159年、16歳のエリザベートはフランドル伯フィリップ・ダルザスと結婚した。翌1160年、エリザベートの実弟ラウルは夫フィリップの実妹マルグリットと結婚した。同年、兄ユーグ２世は伯位を辞し修道士となった。このため実弟が伯位を継承しラウル2世となり、エリザベートが継承権第1位となり、妹のエレオノールが第2位となった。

### 治世
1167年、実弟ラウル2世がハンセン病で亡くなった。マルグリットとの間に子供がいなかったため、エリザベートはヴェルマンドワ伯領を相続し、夫と共同で統治した。これにより、フランドルの勢力はさらに南に拡大しこれまでで最大となり、フランス北部の力の均衡が完全に変わる恐れがあった。
フィリップとエリザベートの間には子供がいなかった。1175年、フィリップはエリザベートの姦通を発見し、愛人のゴーティエ・ド・フォンテーヌを撲殺した。その後、フィリップはフランス王ルイ7世からヴェルマンドワ伯領の完全な支配権を獲得した。1177年、フィリップは聖地に向けて出発する際に、妹のマルグリットとその2番目の夫であるエノー伯ボードゥアン5世を相続人に指名した。
エリザベートは1183年3月28日にアラスにおいて39歳または40歳で死去し、フランス王フィリップ2世はエリザベートの妹で爵位継承権を持つエレオノールにヴェルマンドワを手に入れるよう促した。エリザベートはアミアン大聖堂に埋葬された。